# 圣罗格荣升天堂
圣罗格荣升天堂（San Rocco in Gloria）是威尼斯画家丁托列托的一幅画作，绘制于1564年，藏于威尼斯圣罗格大会堂。
这幅画是装饰圣罗格大会堂的第一幅作品。善会举行一场竞赛，来装饰其总部的阿尔贝加厅（Sala dell'Albergo）。5位著名的画家受邀进行设计，其他人展示的是天花板的草图，然而丁托列托递交的是已经完成的作品，并无偿送给善会。因此他接到了装饰圣罗格大会堂的合同，此后又在1564-1587年在这座建筑的两层楼里共绘制了35幅画作。
这幅画表现圣罗格由天使簇拥，头顶上上帝张开双臂欢迎他。